# Podospora fibrinocaudata
Podospora fibrinocaudata är en svampart som beskrevs av R.S. Khan & J.C. Krug 1992. Podospora fibrinocaudata ingår i släktet Podospora och familjen Lasiosphaeriaceae.   Inga underarter finns listade i Catalogue of Life.